# Division I 1954-1955
La Division I 1954-1955 è stata la 52ª edizione della massima serie del campionato belga di calcio disputata tra il 5 settembre 1954 e il 22 maggio 1955 e conclusa con la vittoria del R.S.C. Anderlecht, al suo sesto titolo.

## Formula
Come nella stagione precedente le squadre partecipanti furono 16 e disputarono un turno di andata e ritorno per un totale di 30 partite.
Le ultime due classificate vennero retrocesse in Division 2.
La squadra campione fu ammessa alla Coppa dei Campioni 1955-1956.

## Classifica finale
| Pos. | Squadra                      | G  | V  | N  | P  | GF | GS | Punti |
| ---- | ---------------------------- | -- | -- | -- | -- | -- | -- | ----- |
| 1    | R.S.C. Anderlecht            | 30 | 19 | 8  | 3  | 75 | 47 | 41    |
| 2    | La Gantoise                  | 30 | 16 | 8  | 6  | 55 | 33 | 38    |
| 3    | Standard Liegi               | 30 | 16 | 9  | 5  | 75 | 46 | 37    |
| 4    | Royale Union Saint-Gilloise  | 30 | 14 | 11 | 5  | 61 | 51 | 33    |
| 5    | K Berchem Sport              | 30 | 10 | 9  | 11 | 49 | 40 | 31    |
| 6    | R.F.C. de Liège              | 30 | 12 | 11 | 7  | 50 | 50 | 31    |
| 7    | K. Waterschei S.V. Thor Genk | 30 | 13 | 12 | 5  | 57 | 74 | 31    |
| 8    | R. Charleroi S.C.            | 30 | 12 | 12 | 6  | 53 | 57 | 30    |
| 9    | KV Mechelen                  | 30 | 13 | 13 | 4  | 57 | 52 | 30    |
| 10   | Anversa                      | 30 | 13 | 13 | 4  | 50 | 47 | 30    |
| 11   | R. Beerschot AC              | 30 | 12 | 14 | 4  | 75 | 64 | 28    |
| 12   | Lierse S.K.                  | 30 | 12 | 14 | 4  | 46 | 47 | 28    |
| 13   | K.R.C. Mechelen              | 30 | 12 | 14 | 4  | 56 | 60 | 28    |
| 14   | Tilleur FC                   | 30 | 9  | 12 | 9  | 61 | 67 | 27    |
| 15   | Racing Club Bruxelles        | 30 | 8  | 18 | 4  | 42 | 74 | 20    |
| 16   | Olympic Charleroi            | 30 | 6  | 19 | 5  | 37 | 90 | 17    |

G = Partite giocate; V = Vittorie; N = Nulle/Pareggi; P = Perse; GF = Goal fatti; GS = Goal subiti; 